# Scelolophia amechana
Scelolophia amechana là một loài bướm đêm trong họ Geometridae.